# Stauroula Prassa
Stauroula Prassa, traslitterato anche Stavroula Prassa (in greco Σταυρούλα Πρασσά?; Amarousio, 10 dicembre 1979), è un'ex cestista greca.

## Carriera
Con la Grecia ha disputato i Campionati europei del 2003.